# Declaração de Corfu
A Declaração de Corfu (em servo-croata: Krfska deklaracija, Крфска декларација) foi um acordo entre o primeiro-ministro do Reino da Sérvia, Nikola Pašić, e o presidente do Comitê Iugoslavo, Ante Trumbić, concluído na ilha grega de Corfu em 20 de julho de 1917. Seu objetivo era estabelecer o método de unificação de um futuro estado comum dos eslavos do sul que viviam na Sérvia, Montenegro e Áustria-Hungria após a Primeira Guerra Mundial. A decisão da Rússia de retirar o apoio diplomático à Sérvia após a Revolução de Fevereiro, bem como a marginalização do Comitê Iugoslavo pelas iniciativas de reforma trialistas lançadas na Áustria-Hungria, motivaram ambos os lados a tentar chegar a um acordo.
As posições de Pašić e Trumbić eram díspares. Pašić defendeu um governo centralista, enquanto Trumbić defendeu um estado federal, deixando poderes significativos para unidades federais e salvaguardando os direitos nacionais. A declaração resultante ignorou a questão do sistema de governo. Como compromisso, especificou apenas que o Reino comum dos Sérvios, Croatas e Eslovenos seria uma monarquia constitucional governada pela atual dinastia sérvia de Karađorđević, adiando a maioria das questões para uma futura Assembleia Constituinte. Durante as discussões, que duraram 35 dias, Trumbić teve pouco apoio para sua opinião dos outros membros do Comitê Iugoslavo, que estavam preocupados com a ameaça representada pela Itália, à qual havia sido prometido território pelo Tratado de Londres de 1915.

## Antecedentes

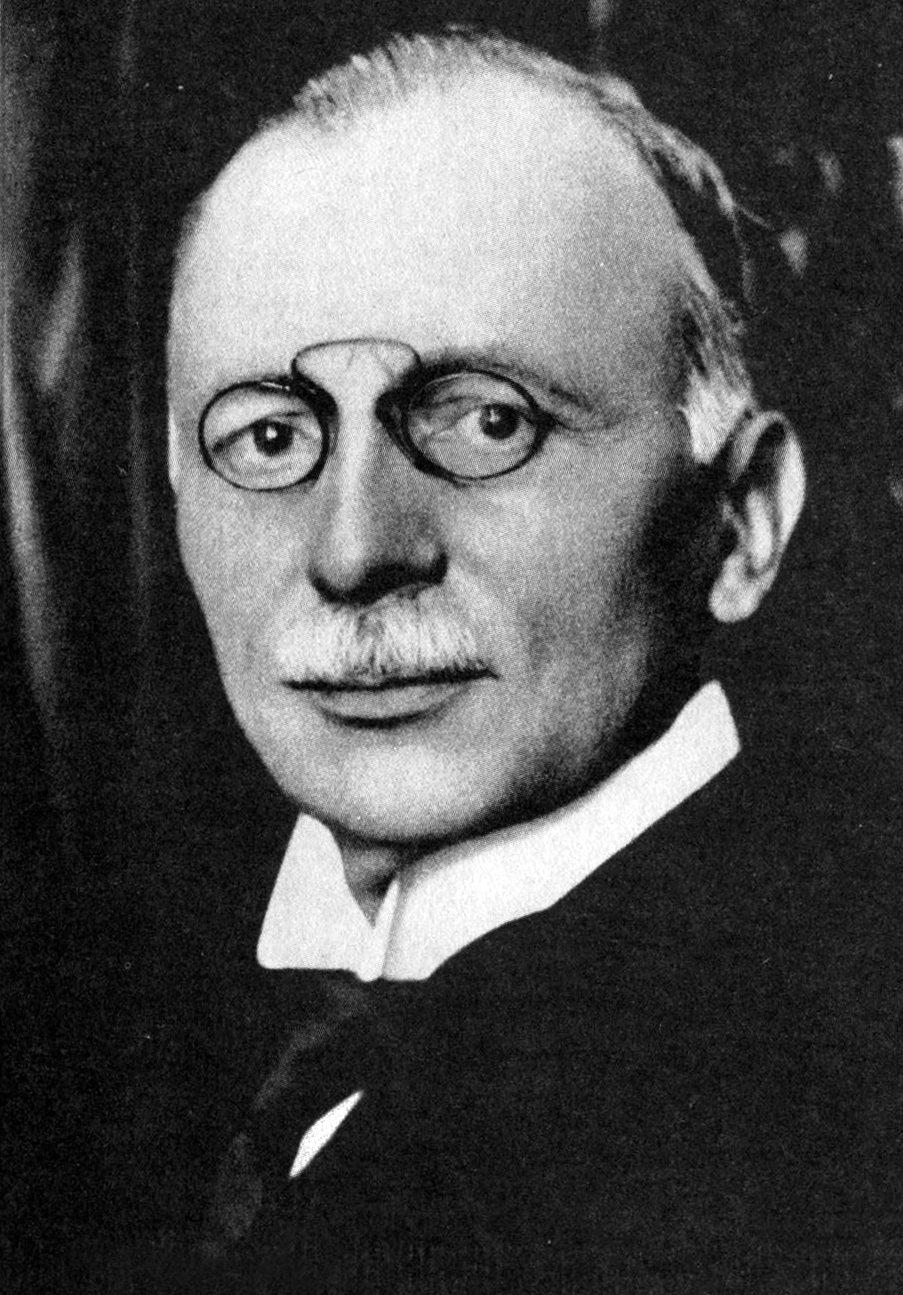
Ante Trumbić liderou o Comitê Iugoslavo na preparação para a criação da Iugoslávia.

Durante a Primeira Guerra Mundial, desenvolveu-se pressão nas partes da Áustria-Hungria habitadas pela sua população eslava do sul – os croatas, os sérvios, os eslovenos e os eslavos muçulmanos (bosníacos) – em apoio à reforma trialista,  ou ao estabelecimento de um estado eslavo do sul comum independente do império. Este estado comum deveria ser alcançado através da concretização das ideias iugoslavas e da unificação com o Reino da Sérvia. 
A Sérvia considerou a guerra uma oportunidade de expansão territorial. Um comité encarregado de determinar os objectivos de guerra do país produziu um programa para estabelecer um estado eslavo do sul mais amplo, adicionando as partes habitadas pelos eslavos do sul das terras dos Habsburgos – Croácia-Eslavónia, Terras Eslovenas, Voivodina, Bósnia e Herzegovina e Dalmácia – à Sérvia.  Na sua Declaração de Niš de Dezembro de 1914, a Assembleia Nacional da Sérvia anunciou a luta para libertar e unificar os "irmãos não libertados" como o seu objectivo de guerra nacional.  Isto contrariava os interesses da Tríplice Entente, que favorecia a existência continuada da Áustria-Hungria como contrapeso à influência do Império Alemão.  No final de 1915, forças combinadas austro-húngaras, alemãs e búlgaras derrotaram e ocuparam a Sérvia, forçando seu governo e as tropas restantes a se retirarem através da Albânia e buscarem refúgio na ilha grega de Corfu. 
Em abril de 1915, o Comitê Jugoslavo foi criado como um grupo ad hoc sem capacidade oficial.  Parcialmente financiado pelo governo sérvio, era composto por intelectuais e políticos da Áustria-Hungria que afirmavam representar os interesses dos eslavos do sul.  Ante Trumbić era o presidente do Comité,  mas Frano Supilo, o co-fundador da Coligação Croata-Sérvia no poder na Croácia-Eslavónia, era o seu membro mais proeminente. Supilo defendeu uma federação composta pela Sérvia (incluindo a Voivodina), Croácia (abrangendo a Croácia-Eslavônia e Dalmácia), Bósnia e Herzegovina, Eslovênia e Montenegro. 
Em 30 de maio de 1917, membros eslavos do sul do Conselho Imperial de Viena estabeleceram o Clube Iugoslavo, presidido pelo presidente do Partido Popular Esloveno, Anton Korošec. O Clube Iugoslavo apresentou ao conselho a Declaração de Maio – um manifesto exigindo a unificação das terras dos Habsburgos habitadas por croatas, eslovenos e sérvios em um estado democrático, livre e independente sob o governo dinástico dos Habsburgos. A exigência foi feita com referência aos princípios da autodeterminação nacional e do  direito do Estado croata. 

## Discussões em Corfu

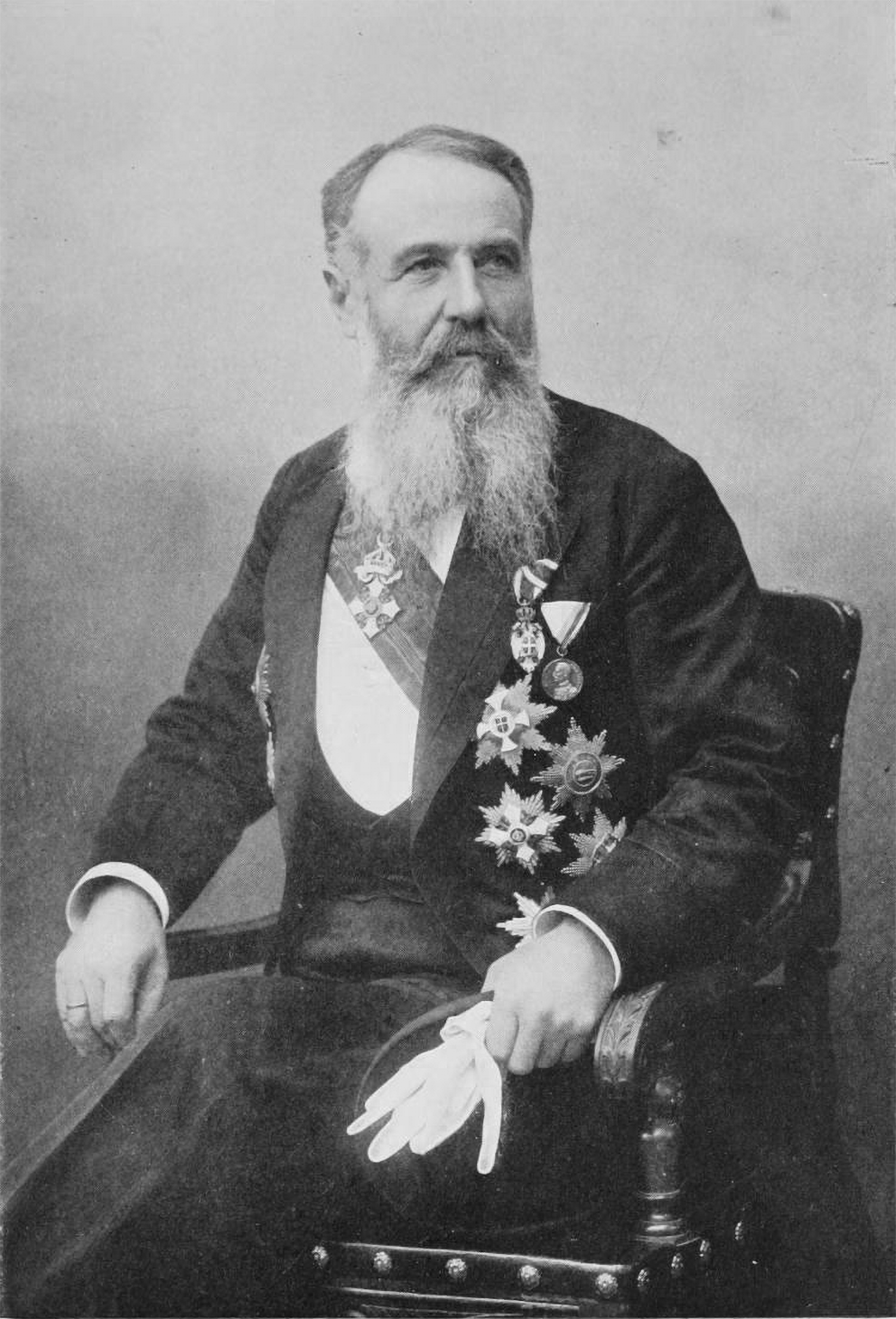
O primeiro-ministro sérvio Nikola Pašić negociou a Declaração de Corfu com o Comitê Iugoslavo.

A Declaração de Maio foi emitida enquanto a Tríplice Entente ainda buscava maneiras de alcançar uma paz separada com a Áustria-Hungria e, assim, separá-la da Alemanha. Isso representou um problema para o governo sérvio exilado em Corfu. Aumentou o risco de uma solução trialista para os eslavos do sul dos Habsburgos se um tratado de paz separado se materializasse, impedindo o cumprimento dos objectivos de guerra da Sérvia.  Na ausência de um forte apoio diplomático russo desde a Revolução de Fevereiro, o primeiro-ministro sérvio Nikola Pašić sentiu-se, portanto, obrigado a chegar a um acordo com o Comitê Iugoslavo. 
O Comitê Iugoslavo também foi colocado sob pressão. Afirmava falar em nome dos eslavos do sul na Áustria-Hungria, mas também cuidava abertamente de seus próprios interesses. A Declaração de Maio apresentou um desafio ao Comitê Iugoslavo e ao governo da Sérvia, privando-os da iniciativa no processo de unificação eslava do sul. Isto levou ambos a priorizar a elaboração de um programa de unificação para as terras eslavas do sul, dentro e fora da Áustria-Hungria. 
Apesar de ser parcialmente financiado pelo governo sérvio, o Comitê Iugoslavo discordou dele quanto ao método de unificação e ao sistema de governo. Este conflito resultou de um desentendimento entre Pašić e Supilo. Pašić defendia um governo centralizado sediado em Belgrado, enquanto Supilo queria uma federação e acusou Pašić de defender uma agenda da Grande Sérvia . Quando Pašić convidou o Comitê JIugoslavo para conversações em Maio de 1917, Supilo alertou contra discussões sem primeiro determinar as intenções sérvias. 
Os membros do comitê souberam que, ao abrigo do Tratado de Londres, a Tríplice Entente tinha prometido à Itália partes do território da Áustria-Hungria – seções das Terras Eslovenas, da Ístria e da Dalmácia – para atrair a Itália a juntar-se à Entente.  A maioria dos membros do Comité eram da Dalmácia e viam o Tratado de Londres como uma ameaça que só poderia ser controlada com o apoio da Sérvia,  o que os levou a aceitar o convite de Pašić para Corfu. Em protesto, Supilo renunciou à sua condição de membro do comité. 

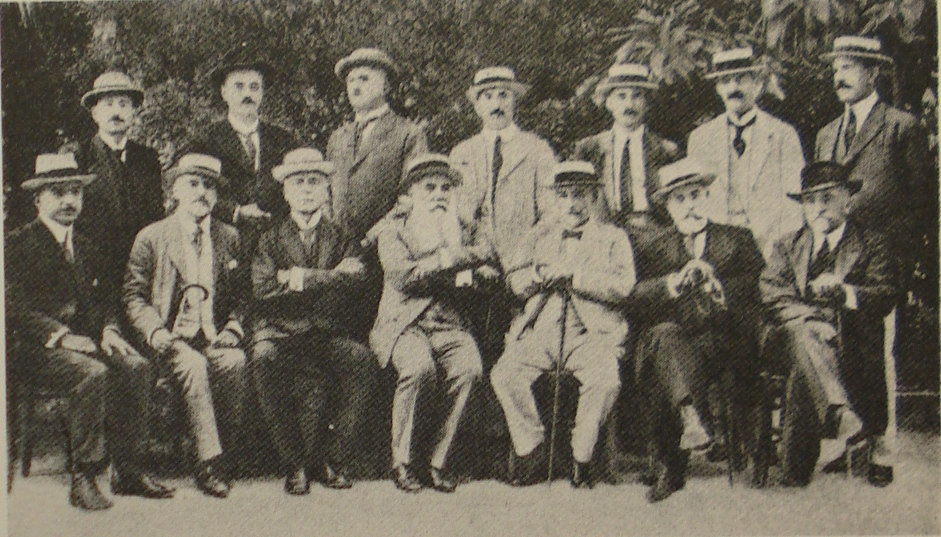
Participantes das negociações de junho-julho de 1917 que resultaram na adoção da Declaração de Corfu

Apesar de visões radicalmente diferentes sobre o sistema de governo no estado comum proposto, uma série de reuniões foram realizadas de 15 de junho a 20 de julho para chegar a um consenso. As partes negociadoras desconfiavam umas das outras. O Comitê Iugoslavo baseou suas posições em autonomias locais, instituições legais, federalismo e direito estatal croata, mas o governo sérvio considerou essas posições vestígios da luta contra o "inimigo" (ou seja, a Áustria-Hungria). Por outro lado, Pašić promoveu o sufrágio universal e a democracia parlamentar simples, interpretada por Trumbić como uma forma de garantir o governo dos sérvios como o grupo étnico mais populoso no estado proposto.  Em resposta às exigências de Trumbić, Pašić disse que se os croatas insistissem numa federação, o governo sérvio abandonaria o projecto de unificação em favor da criação da Grande Sérvia.  Após vinte e oito reuniões plenárias ao longo de trinta e cinco dias, as diferenças de opinião tornaram-se evidentes,  e não foi alcançado nenhum acordo sobre o sistema de governo. A Declaração de Corfu resultante ignorou esta questão, deixando à futura Assembleia Constituinte a tarefa de decidir por uma maioria qualificada não especificada  – ou seja, não por uma votação por maioria simples – antes de ser aprovada pelo rei sérvio.  De acordo com o estudioso Dejan Medaković, Trumbić afirmou que teve que assinar a Declaração como a única maneira de seu povo estar do lado vencedor da guerra. 
A Declaração declarou que sérvios, croatas e eslovenos eram um povo "tri-nomeado" e que a dinastia Karađorđević reinaria no novo estado unificado, que seria organizado como uma monarquia parlamentar e constitucional. Por fim, a Declaração declarou que o novo governo respeitaria a igualdade de "religião e alfabetos", direitos de voto e assim por diante. Trumbić propôs estabelecer um governo provisório do novo estado, mas Pašić recusou para evitar minar a vantagem diplomática inerente de que a Sérvia desfrutava como um estado já reconhecido. 

## Impacto

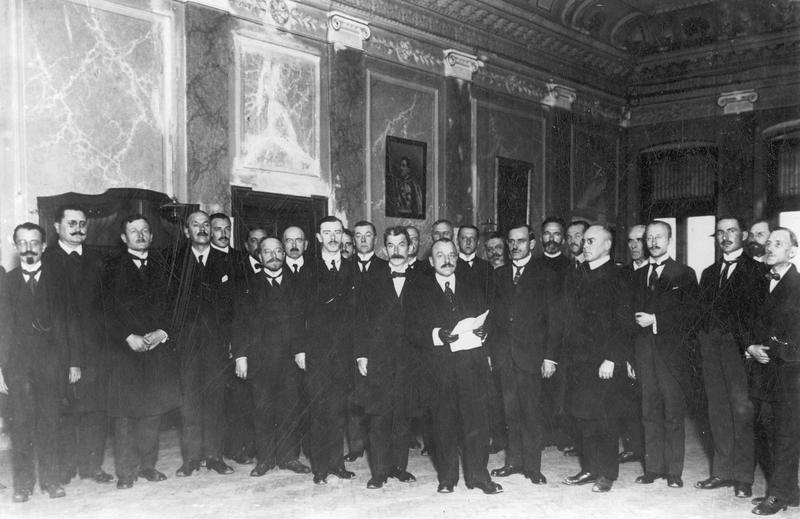
Discurso da delegação do Conselho Nacional do Estado dos Eslovenos, Croatas e Sérvios ao Príncipe Regente Alexandre

Em essência, a Declaração de Corfu foi um manifesto político ignorado pelo governo sérvio no que diz respeito à maioria qualificada necessária para adoptar uma constituição, mas mantido quando as suas disposições coincidiram com os interesses sérvios.  Por outro lado, os políticos autonomistas croatas consideraram as disposições relativas à maioria qualificada como um acordo vinculativo.  A Declaração foi um compromisso entre o Comitê Iugoslavo e o governo Pašić. Foi saudada como uma "Carta Magna Eslava do Sul" por reconhecer os nomes "tribais", três bandeiras e religiões, e dois "alfabetos". Ao mesmo tempo, a Declaração limitou os poderes da futura Assembleia Constituinte ao decidir sobre a monarquia e a dinastia governante específica. Também decidiu que o nome do futuro estado seria o Reino dos Sérvios, Croatas e Eslovenos – após as objeções sérvias contra o nome "Iugoslávia" como uma invenção ocidental destinada a acabar com o nome "Sérvia". 
Trumbić ficou amplamente isolado em sua oposição ao centralismo defendido por Pašić; a maior parte do Comitê Iugoslavo ficou do lado de Pašić nessa questão. Enquanto Trumbić insistia em deixar os assuntos internos, a educação, o judiciário e a economia (exceto alfândega, moeda, crédito e gestão de propriedade estatal) para unidades federais e pedia poderes de veto para as "tribos" na Assembleia Constituinte para garantir a tomada de decisões por consenso, Pašić rejeitou suas ideias. Pašić era a favor de conceder um certo grau de autonomia aos governos locais, mas defendia a abolição de terras históricas em favor de novas unidades administrativas. Pašić deixou claro que os federalistas croatas só podem exercer alguma influência em Zagreb e seus arredores imediatos e nas ilhas do Adriático, amplamente reivindicadas pela Itália. A Declaração evitou a maioria dessas questões, mas se referiu a "condados e outras unidades administrativas". Isso foi posteriormente interpretado como uma ruptura com os direitos históricos das províncias históricas. Da mesma forma, o Sabor Croata (parlamento) não teve nenhum papel na Declaração. A Declaração de Corfu não continha salvaguardas institucionais dos direitos nacionais. Segundo Ivo Banac, o Comitê Iugoslavo optou por não insistir nessas questões, pois estava preocupado com a ameaça italiana.  Em Itália, a Declaração foi retratada como tendo um espírito anti-italiano, visando separar a Itália dos seus aliados e diminuir a contribuição italiana para o esforço de guerra.  Esta visão foi especificamente defendida por Fasces de Ação Revolucionária Benito Mussolini.  Os nacionalistas procuraram capitalizar a identificação com posições nacionalistas em relação à Questão do Adriático, apresentando o Tratado de Londres (com a adição de Fiume (Rijeka) à Itália) como um compromisso territorial justo ameaçado pelo pensamento imperialista do Comité Jugoslavo. 
O apoio internacional só começou gradualmente a se afastar da preservação da Áustria-Hungria em 1917. Naquele ano, a Rússia pediu a paz após a Revolução Russa, enquanto os Estados Unidos, cujo presidente, Woodrow Wilson, defendia o princípio da autodeterminação, entraram na guerra.  No entanto, em seu discurso dos Quatorze Pontos, Wilson apenas prometeu autonomia para os povos da Áustria-Hungria. A preservação da monarquia dual não foi abandonada antes da assinatura do Tratado de Brest-Litovsk em março de 1918. Nessa altura, os Aliados estavam convencidos de que não conseguiriam resistir a uma revolução comunista,  Com a desintegração da Áustria-Hungria, representantes do governo sérvio e da oposição, do Comitê Iugoslavo e representantes do Conselho Nacional do recém-proclamado Estado dos Eslovenos, Croatas e Sérvios nas antigas terras dos Habsburgos se reuniram para outra rodada de negociações em Genebra, de 6 a 9 de novembro de 1918. Na conferência, o Comitê Iugoslavo e o Conselho Nacional persuadiram Pašić a assinar a Declaração de Genebra, renunciando ao conceito unitarista da futura união. Contudo, o governo sérvio repudiou rapidamente a Declaração.  Pressionado pelas circunstâncias da incursão armada italiana, o Conselho Nacional elaborou instruções para sua delegação ao príncipe regente sérvio Alexandre, oferecendo-se para proclamar a unificação dos eslavos do sul e a criação de um novo estado. As instruções foram elaboradas com base na Declaração de Corfu e nas ideias federalistas do Conselho Nacional. 
A delegação ignorou as instruções e mudou o discurso para Alexandre, especificando um sistema federalista de governo baseado na Declaração de Corfu para uma demonstração de lealdade e expressão de desejos. Em 1d edezembro, o príncipe regente Alexandre aceitou a oferta de proclamar a unificação sem quaisquer restrições impostas. 